# Klif Üügu
Klif Üügu nebo útes/útesy Üügu a estonsky Üügu pank, je dolomitový klif/útes a břeh. Nachází se na území vesnice Kallaste a přírodního parku Üügu na ostrově Muhu v Baltském moři v kraji Saaremaa v Estonsku.

## Další informace
Klif Üügu je mořského původu i když leží poněkud stranou současného mořského pobřeží, tak byl silně erodovám mořem a je velmi členitý. Patří mezi nejkrásnější pobřeží ostrova Muhu, je největší na ostrově Muhu a má délku asi 300 m a výšku až 5,5 metru. Klif, který je složen z několika různých vrstev dolomitu, je částečně poškozen těžbou dolomitu, jež zde probíhala před první světovou válkou. V okolí klifu se vyskytuje také množství bludných balvanů a souvků pocházejících z Finska a dopravených na místo ledovcem v době ledové. Pod útesem se nacházejí údajně léčivé prameny nazývané Üügu allikad nebo Silmaallikas, které se spojují v krátký potůček ústící do moře. Místo je od roku 1959 chráněnou krajinnou oblastí o rozloze 10 hektarů. Místo je celoročně volně přístupné.

## Galerie

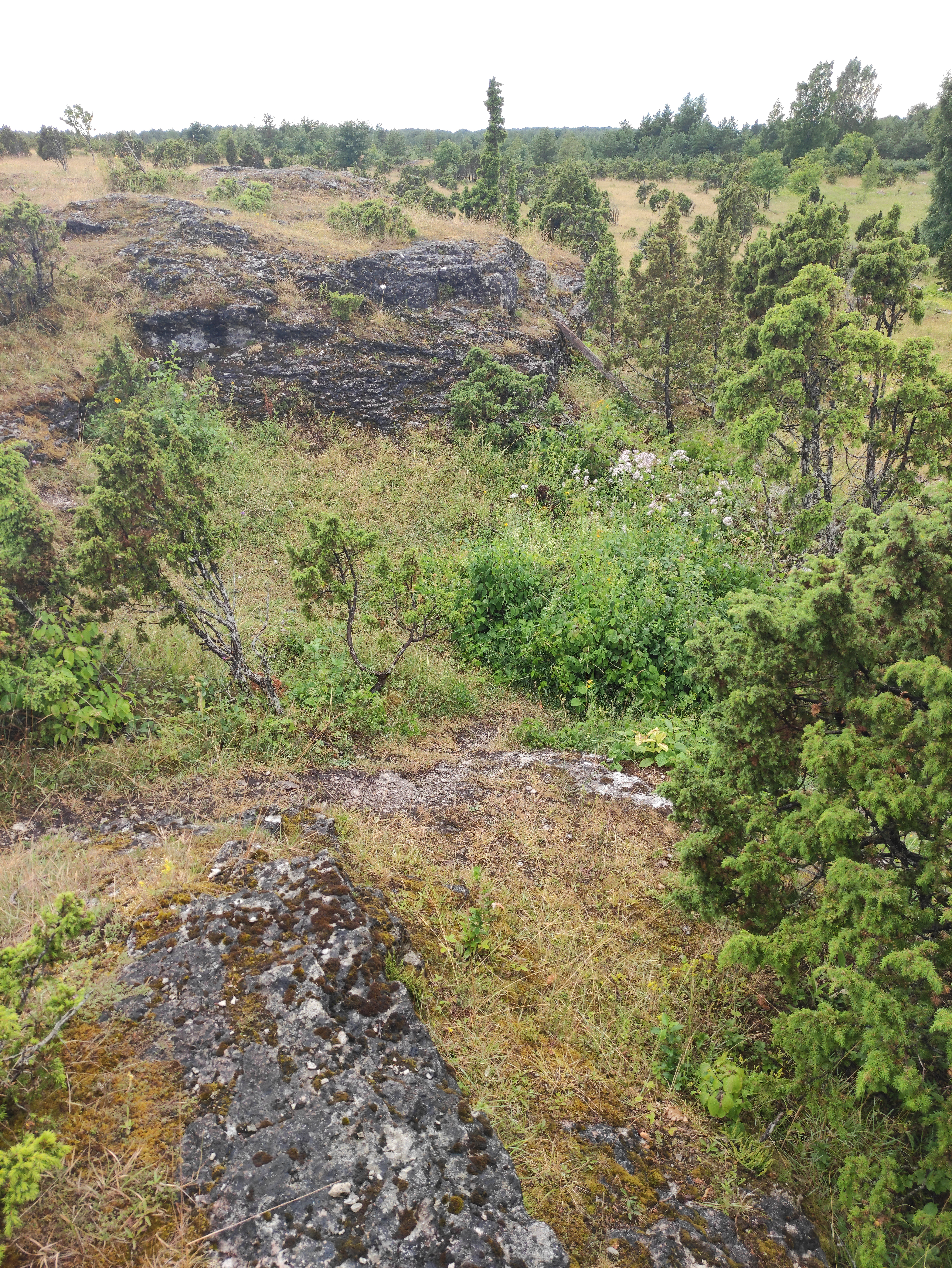
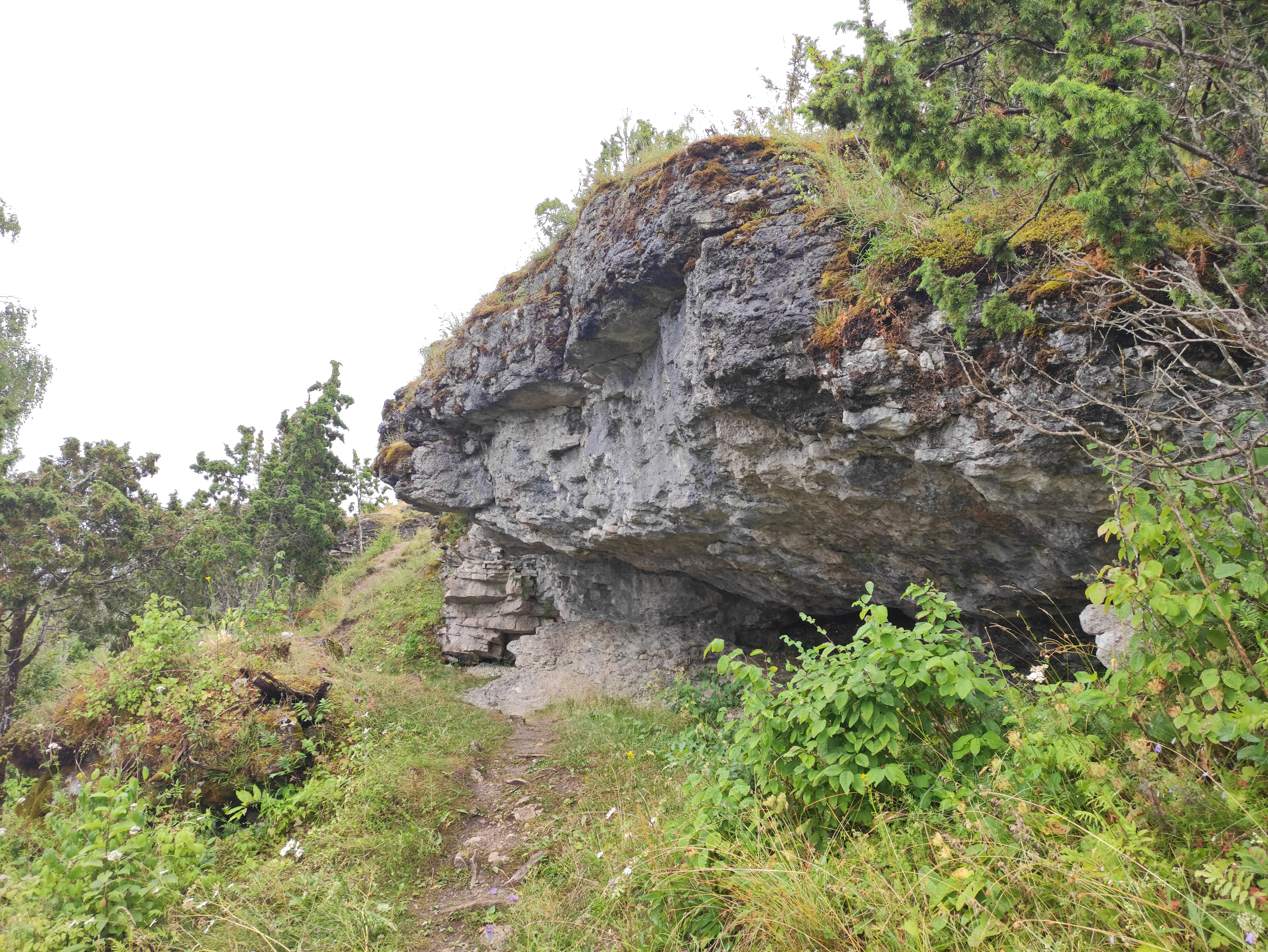
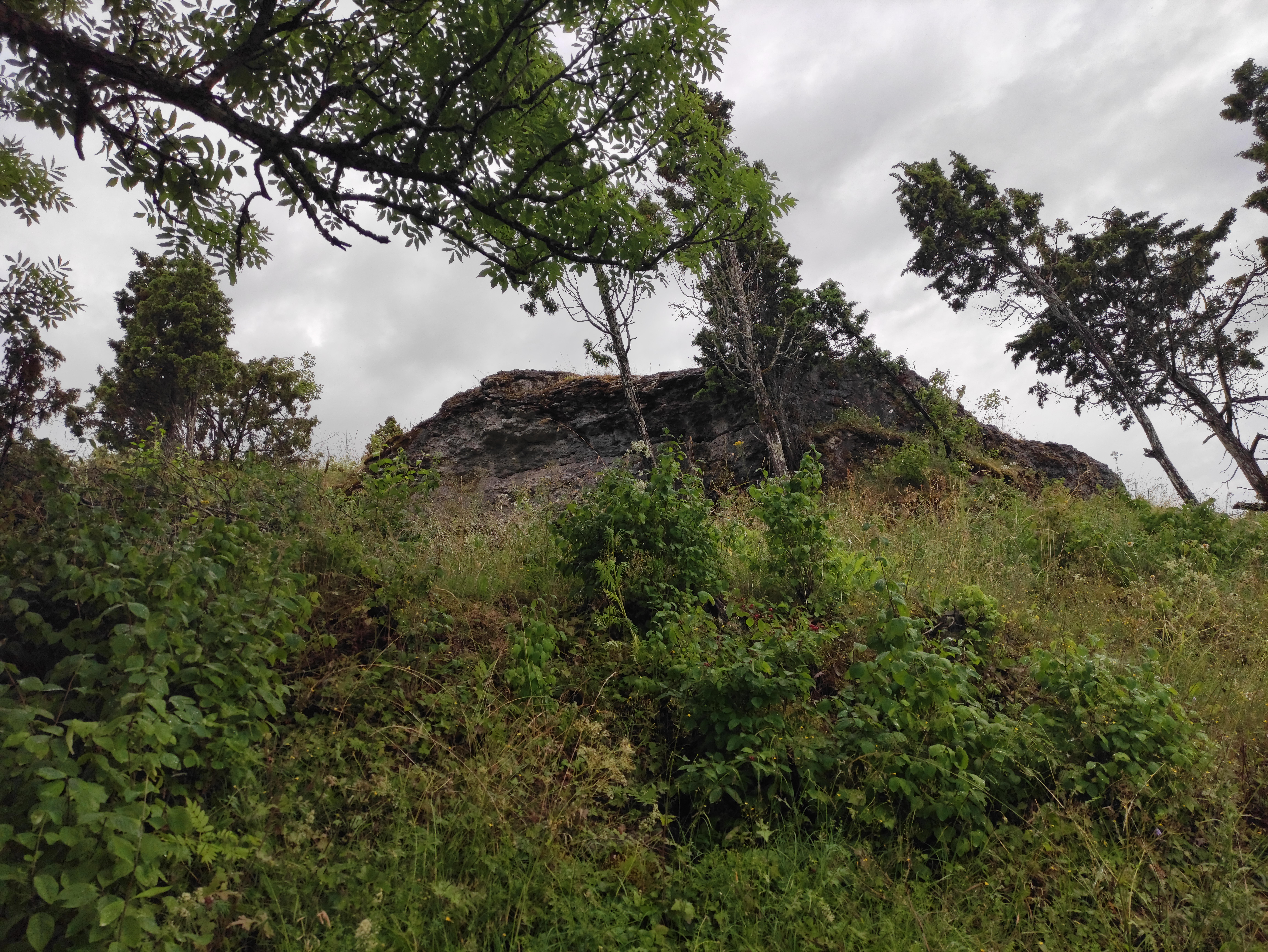
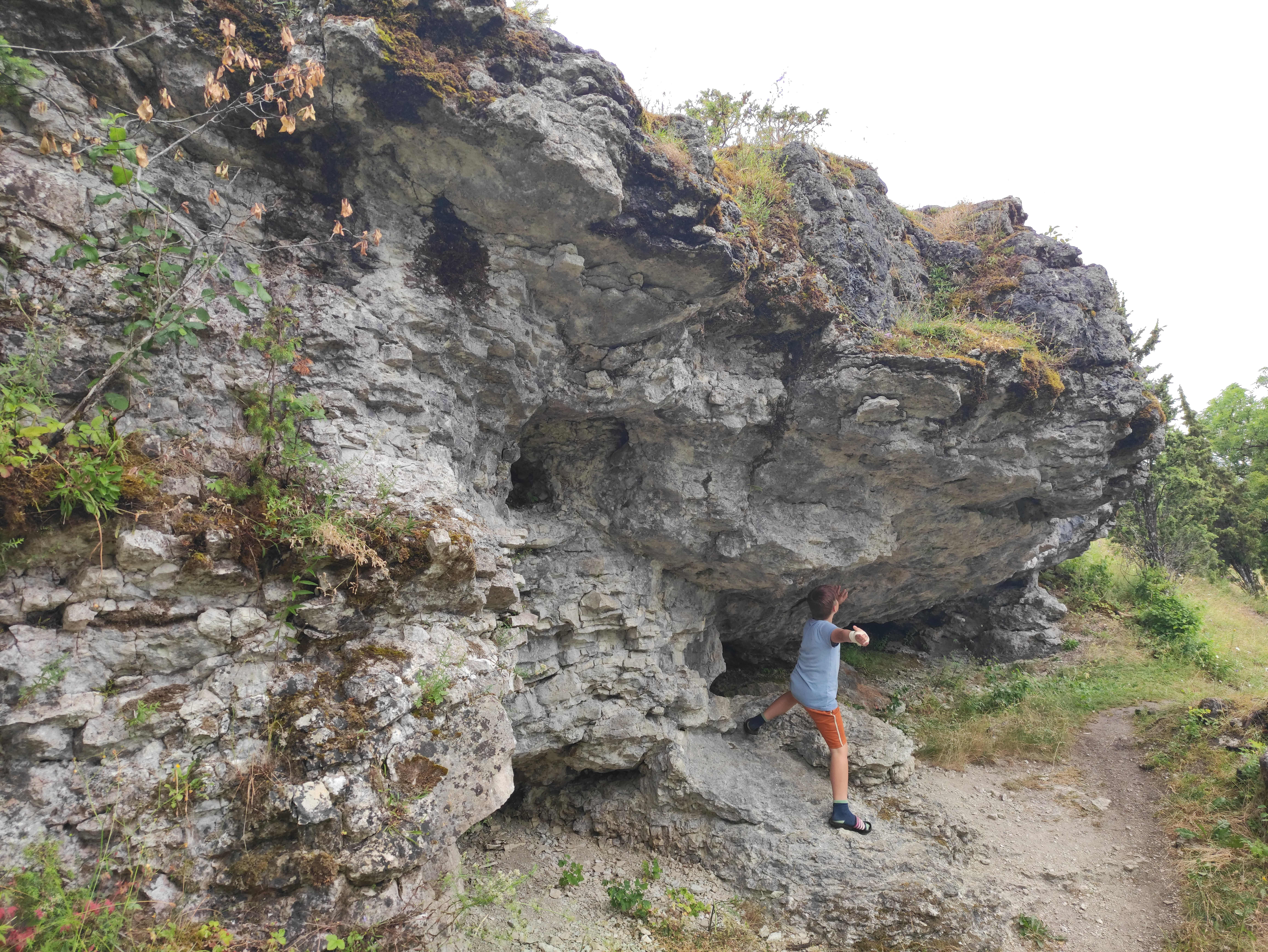
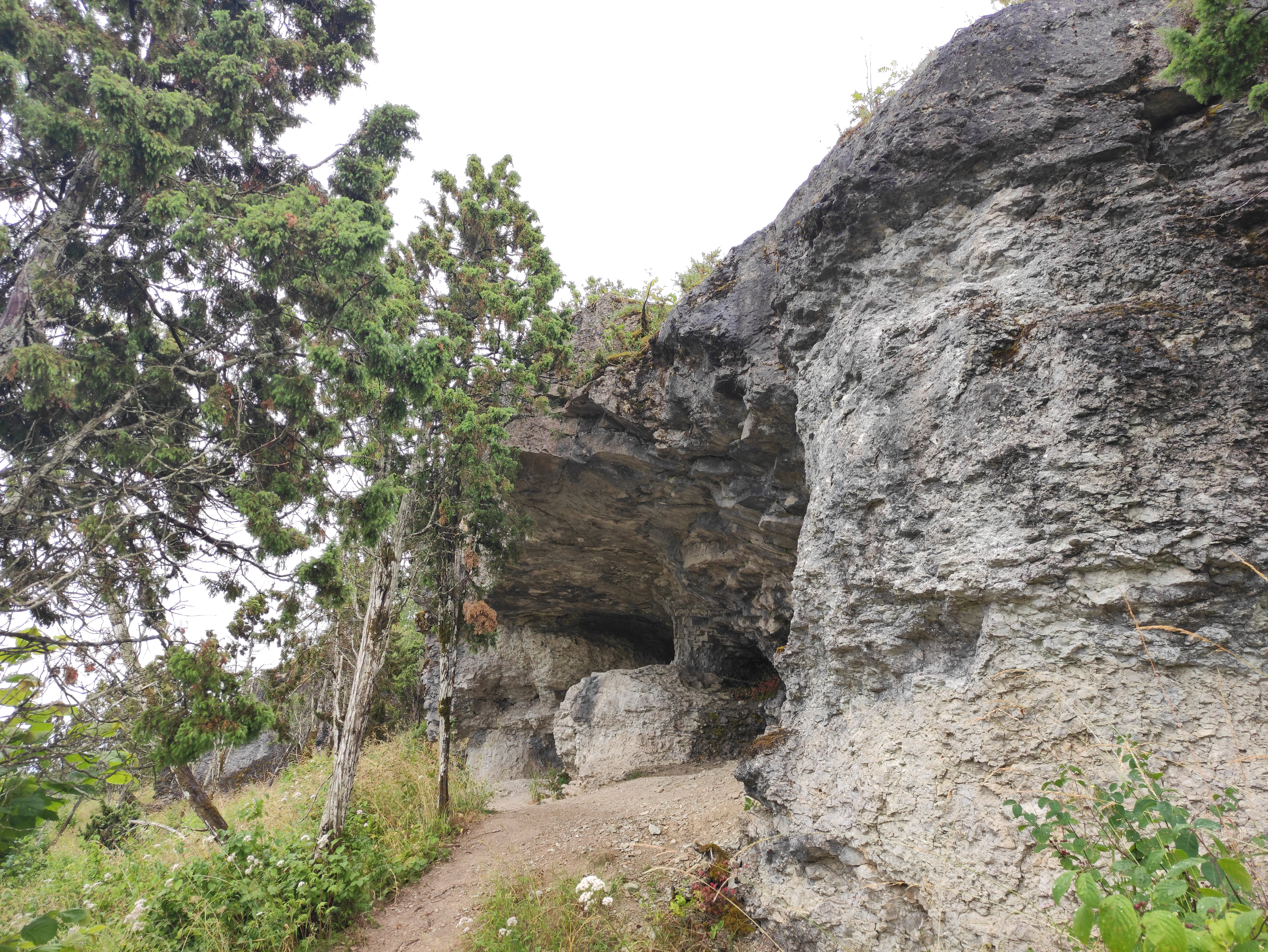
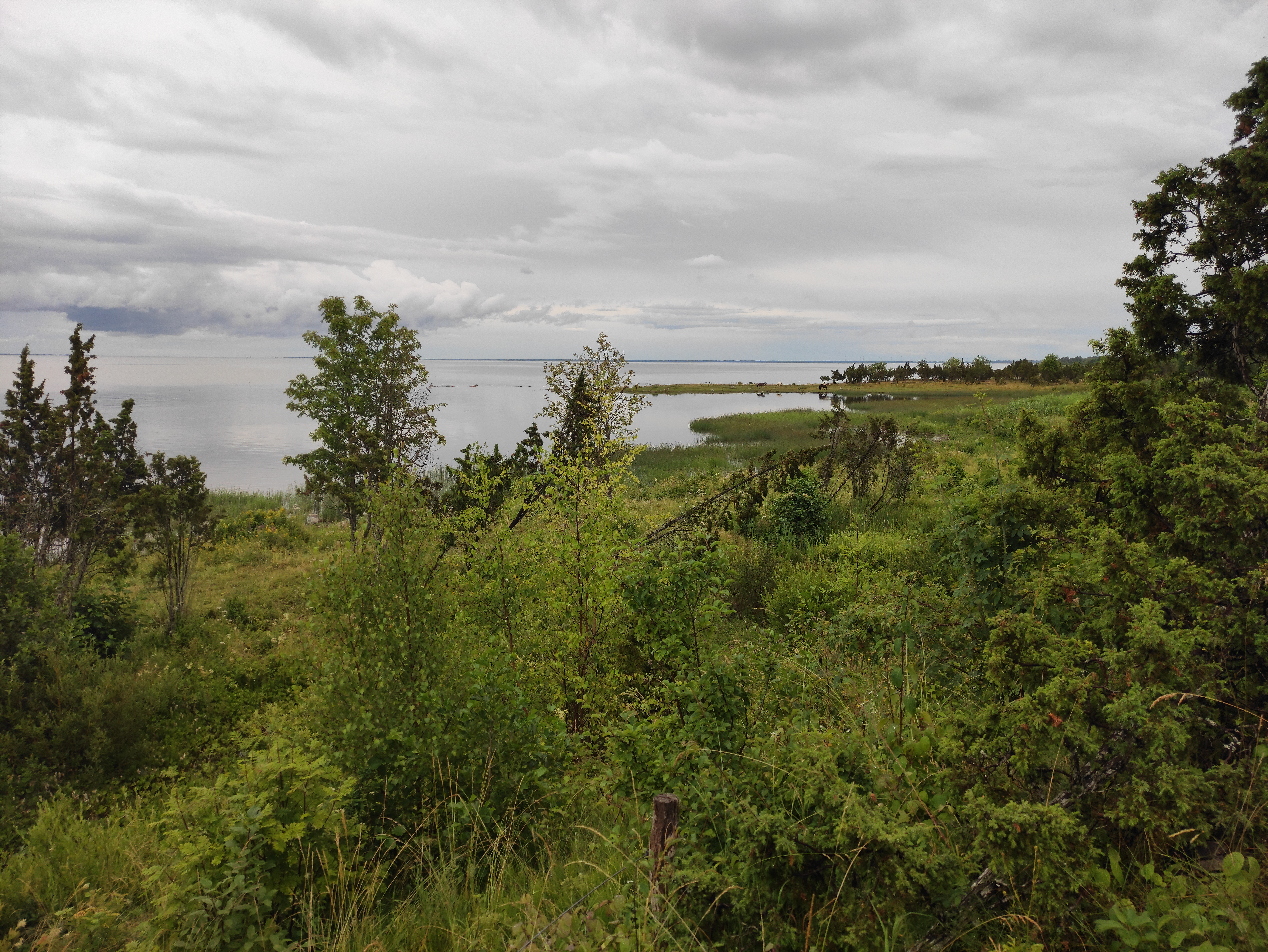
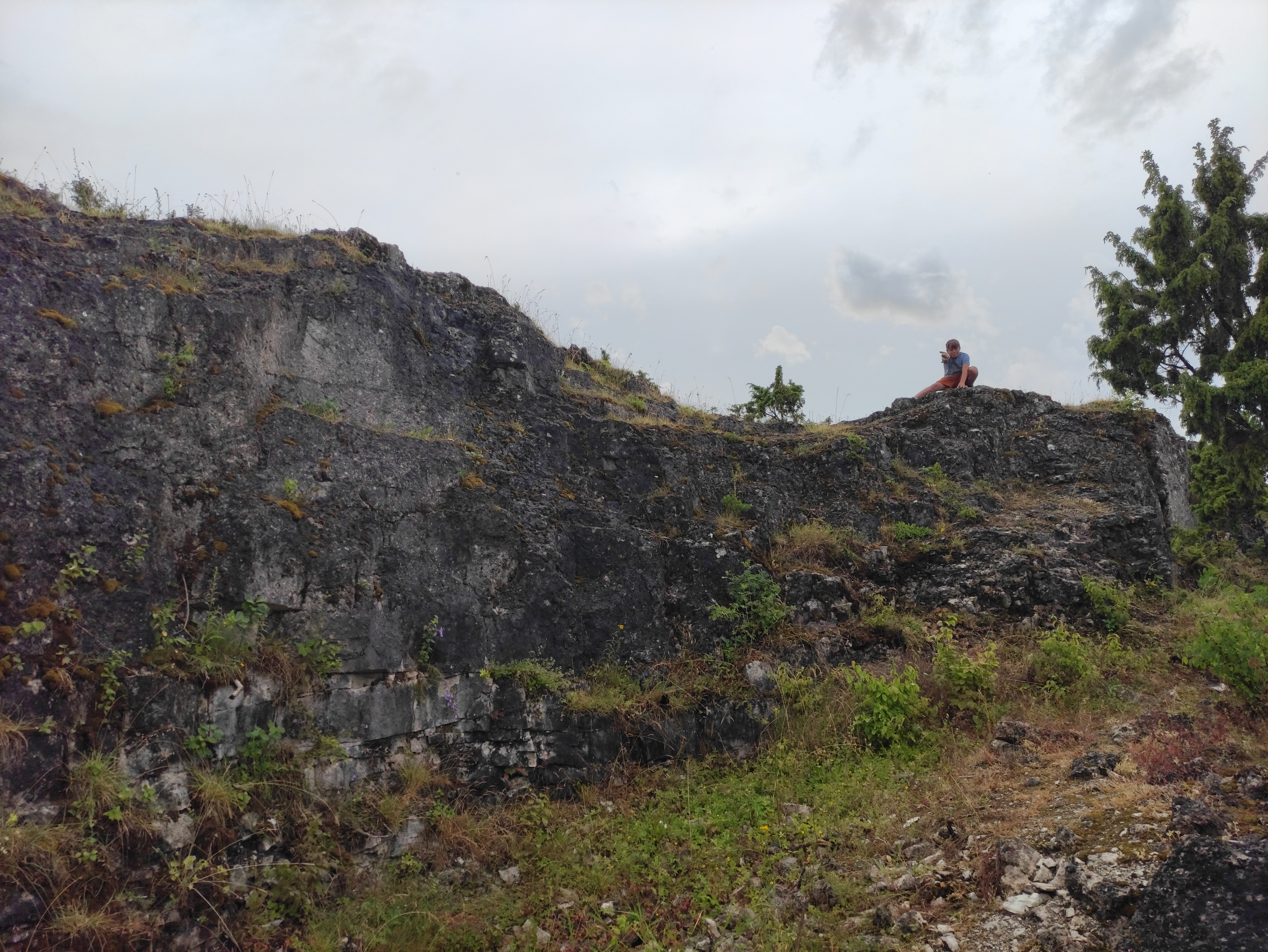
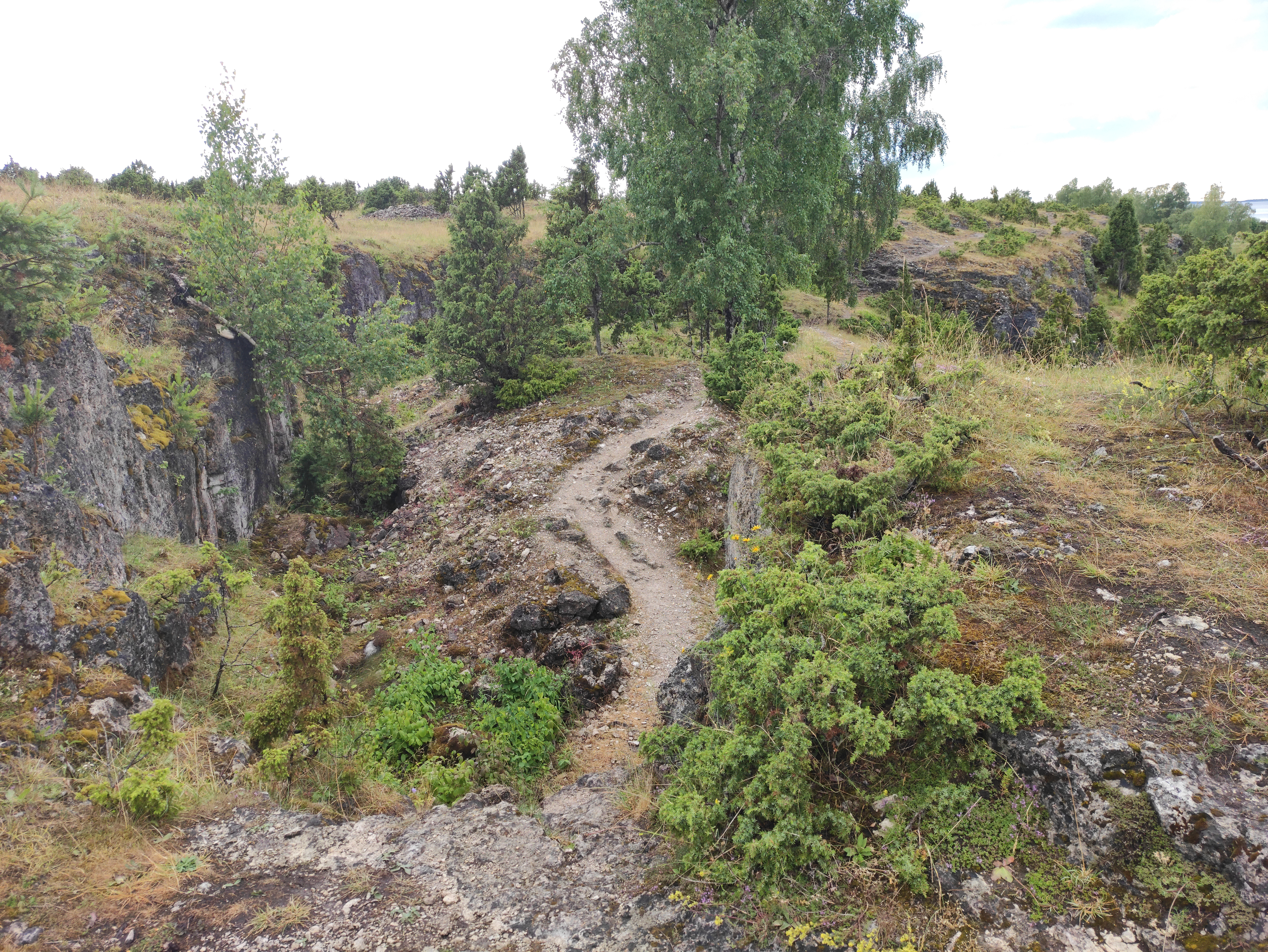
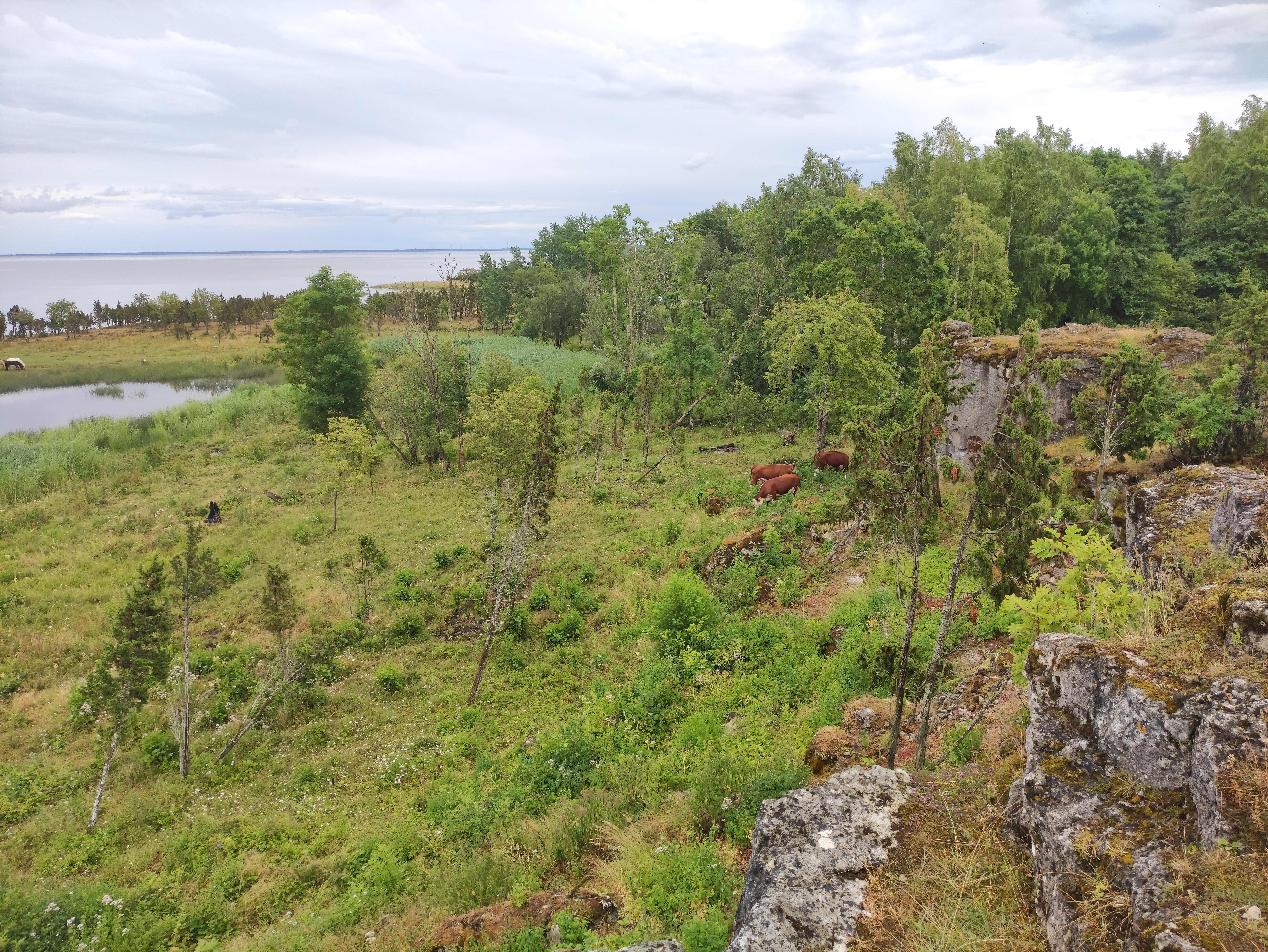
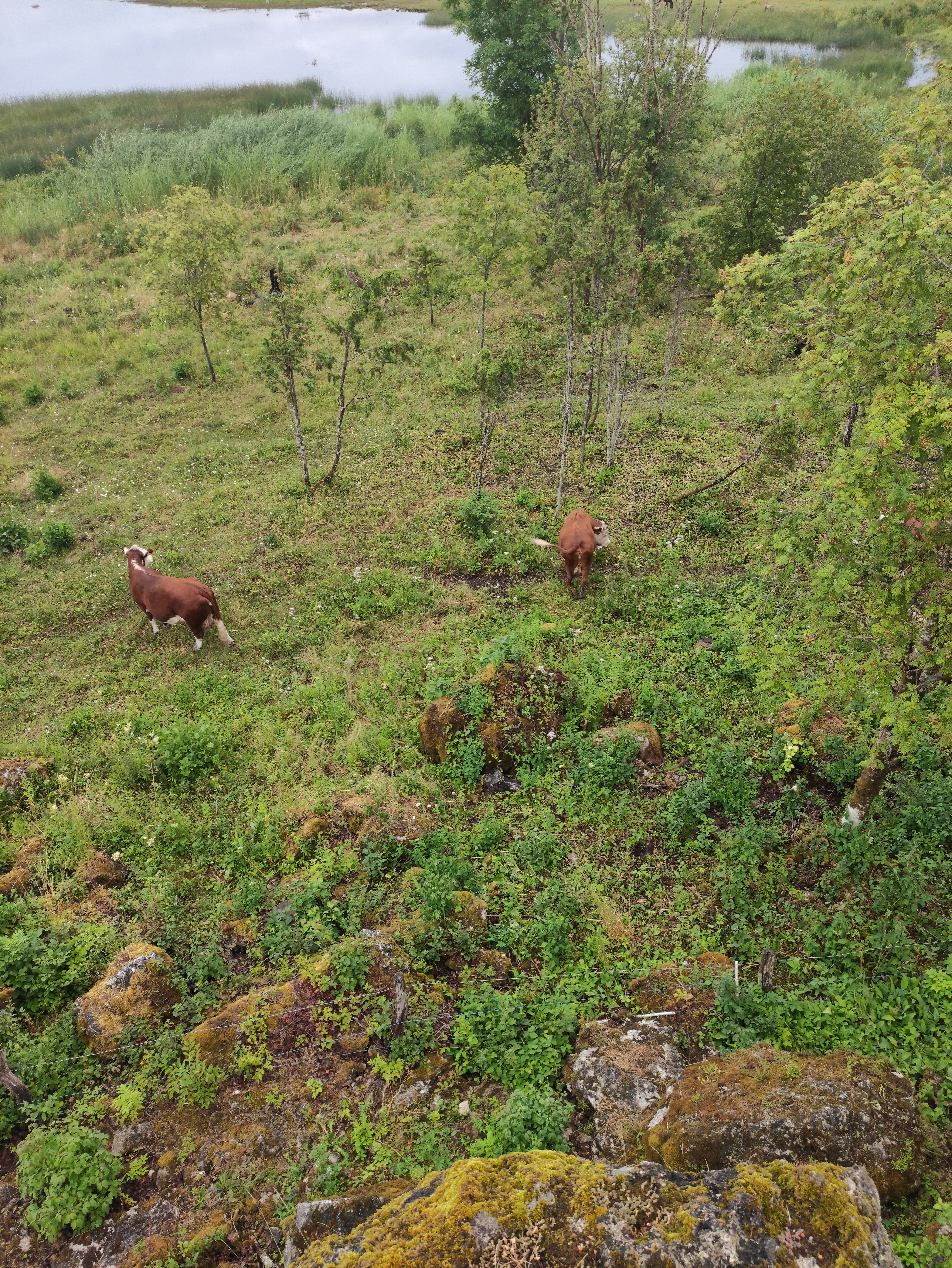
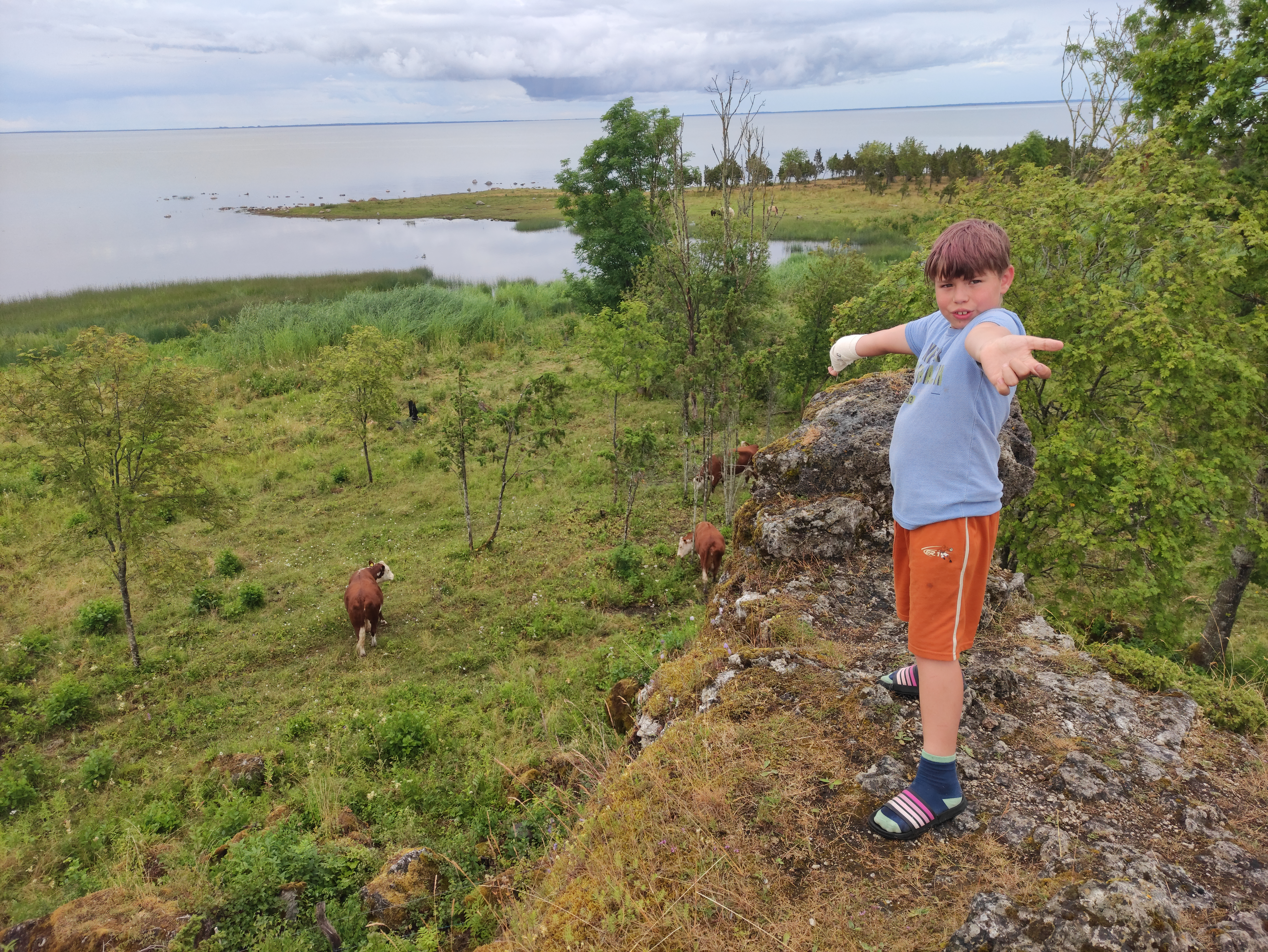